# ريتشارد هيرنشتاين
ريتشارد يوليوس هيرنشتاين (20 مايو 1930 - 13 سبتمبر 1994) كان عالم نفس أمريكي في جامعة هارفارد. كان باحثًا نشطًا في تعلّم الحيوانات بالتقليد السكينري. كان هيرنشتاين أستاذًا برتبة إيدغار بيرس لعلم نفس حتى وفاته، وترأس قبلها قسم علم النفس بجامعة هارفارد لمدة خمس سنوات. بالاشتراك مع عالم السياسة تشارلز موراي، شارك في تأليف «منحنى الجرس»، وهو كتاب مثير للجدل صدر عام 1994 عن الذكاء البشري. كان أحد مؤسسي جمعية التحليل الكمي للسلوك.

## بداياته وتعليمه
ولد ريتشارد هيرنشتاين في 20 مايو 1930، في مدينة نيويورك، لعائلة من المهاجرين اليهود المجريين، هو ابن فلورا إيرين ( فريدمان قبل الزواج ) وريزو هيرنشتاين، عامل طلاء. تلقى تعليمه في المدرسة الثانوية للموسيقى والفنون وكلية مدينة نيويورك، وحصل على درجة البكالوريوس من الثانية في عام 1952. في عام 1955، حصل هيرنشتاين على درجة الدكتوراه  من جامعة هارفارد، بعد تقديم أطروحة بعنوان «العواقب السلوكية لإزالة الحافز التمييزي المرتبط بتقوية الفاصل المتغير». قبل انضمامه لهيئة التدريس بجامعة هارفارد، عمل لمدة ثلاث سنوات في الجيش الأمريكي.

## أبحاثه وأعماله
يُعتبر قانون المطابقة أو الذي يبحث ميل الحيوانات إلى تخصيص خياراتها بما يتناسب بشكل مباشر مع المكافآت التي تقدمها، النتيجة البحثية الرئيسية التي توصل إليها بصفته طبيب نفس تجريبي. لتوضيح هذه الظاهرة، إذا كان هناك مصدران للمكافأة، أحدهما يُعطي ضعف الآخر، وجد هيرنشتاين أن الحيوانات غالبًا ما تختار بنسبة الضعف، البديل الذي يبدو أنه يُعطي ضعف القيمة. يُعرف ذلك بالمطابقة، سواء في التحليل الكمي للسلوك أو في علم النفس الرياضي. كما طور هيرنشتاين نظرية التحسين مع ويليام فوغان جونيور.
اعتبر هيرنشتاين «تلميذًا لامعًا» لبي إف سكينر أثناء عمله للحصول على درجة الدكتوراه في جامعة هارفارد. عمل مع سكينر في مختبر الحمام لجامعة هارفاردالذي كان يديره حتى وفاته. ساهم بحثه بشكل كبير في مجال علم النفس المعرفي. في عام 1965، كتب هيرنشتاين مع إدوين بورينج كتابًا أساسيًا في تاريخ علم النفس.
كان هيرنشتاين أستاذ علم النفس برتبة إدغار بيرس في جامعة هارفارد. كان رئيسًا لقسم علم النفس بجامعة هارفارد منذ العام 1967 وحتى العام 1971، كما عمل محررًا للنشرة النفسية منذ العام 1975 حتى العام 1981. في عام 1977، انتخب زميلاً في الأكاديمية الأمريكية للفنون والعلوم.
ركز بحث هيرنشتاين في السبعينيات على المفاهيم الطبيعية والذكاء البشري، وبرز اسمه أكثر بعد ما نشر كتابه المثير للجدل مع تشارلز موراي، بعنوان «منحنى الجرس».

## حياته الشخصية
تزوج هيرنشتاين من زوجته الأولى، باربرا برودو، في مايو من العام 1951، وأنجب منها ابنة سمياها جوليا، قبل أن يتطلقا في فبراير من العام 1961. أنجب في خلال زواجه الثاني من سوزان تشالك غوينلوك، الذي تم في نوفمبر 1961، ولدين هما ماكس وجيمس. توفي هيرنشتاين بسرطان الرئة قبل وقت قصير من إصدار كتاب «منحنى الجرس».